# Natalie La Rose
Natalie La Rose (Ámsterdam, 11 de julio de 1988) es una cantante y modelo neerlandesa. En 2013, firmó un contrato con la discográfica estadounidense International Music Group (propiedad del rapero Flo Rida y Republic Records).

## Vida personal
Natalie La Rose nació el 11 de julio de 1988 en Ámsterdam (Países Bajos). Sus padres son de ascendencia surinamesa. Se graduó en 2008 en la Academia de Lucia Marthas Dance Academy en Ámsterdam, donde había estudiado canto y danza.
Natalie cita a Aaliyah, Selena, Shakira, Jennifer Lopez, Beyonce, Janet Jackson, Mariah Carey, Michael Jackson, Musiq Soulchild, Stevie Wonder y Whitney Houston entre sus influencias musicales.

## Carrera musical
Con 20 años Natalie se mudó a Los Ángeles (California) para perseguir su sueño de convertirse en cantante y bailarina.
En 2010, tuvo su primera oportunidad cuando firmó por Blackground Records / Interscope Records como parte del dúo musical Amsterdam con Sigourney Korper, apareciendo juntos en el vídeo musical de compañeros de discográfica J. Lewis y Flo Rida «Dancing For Me». Sin embargo, Natalie comentó: «El grupo no funciona, y el vídeo musical no fue lanzado. Simplemente no era el momento adecuado».
En 2011, en una entrega de premios, después de la fiesta, ella se acercó a Flo Rida y le dijo que, algún, ella trabajaría con él. Impresionado con su confianza, la superestrella internacional multiplatino la invitó al estudio. Durante los próximos dos años, participó en giras con el famoso rapero en todo el mundo.
En 2013, firmó oficialmente un acuerdo con la discográfica International Music Group (IMG) y Republic Records.
A principios de 2015 publicó su sencillo debut, «Somebody». La canción cuenta con la colaboración del artista Jeremih. 
En el verano del mismo año, La Rose lanza su segundo sencillo, «Around The World», con la colaboración del rapero estadounidense Fetty Wap.

## Discografía

### Sencillos
- «Somebody» (2015).
- «Around The World» (2015).